# Фальян Артем Григорович
Артем Григорович Фалья́н (рос. Артём Григорьевич Фальян, вірм. Արտյոմ Գրիգորի Ֆալյան, 27 грудня 1919, Баку — 24 вересня 1977, Ленінград) — радянський футболіст і тренер. Заслужений тренер СРСР (1967).

## Біографія
Народився в Баку, вірменин за національністю. У 13 років грав у юнацькій команді, а через п'ять років — в основному складі «Динамо» (Баку).
У 1946 році у складі групи бакинських футболістів Фальян був запрошений до складу єреванського «Спартака», але, зігравши кілька матчів, через три місяці повернувся в Баку.
Кар'єру футболіста закінчив у 1949 рік, провівши у складі «Нафтовика» в тому сезоні 23 матчі.

## Тренерська діяльність
З 1950 року працював тренером. В 1950—1954 роках — тренером дітей у школі «Динамо» (Баку), в період 1956—1959 років — ОБО (Баку).
З 1960 року по березень 1964 року — старший тренер школи підготовки юних футболістів «Нафтовика» (Баку). У 1961 «Нафтовик» під керівництвом Фальяна став 2-м у Всесоюзних юнацьких змаганнях, а в 1962 році — третім.
Самостійно почав працювати з квітня 1964 року в Новоросійську, в команді класу «Б» «Цемент» (Новоросійськ), куди приїхав разом з Арсеном Найдьоновим, який розпочав роботу асистентом Фальяна.
У 1965—1967 роках був головним тренером «Арарату» (Єреван). Вірменський клуб під керівництвом Фальяна вийшов у вищу лігу чемпіонату СРСР (1965), а потім посів 8-е місце в 1967 році.
З початку 1968 по червень 1970 року був головним тренером «Зеніту» (Ленінград), найкращий результат — 9-місце у сезоні 1969 року.
З липня 1970 по липень 1971 року Фальян очолював «Шахтар» (Донецьк), з яким став 10-м у чемпіонаті, 1972 — «Алгу» (Фрунзе), а у 1973-74 роках тренував «Кайрат» (Алма-Ата), з яким став дев'ятим у 1973 році, але у наступному сезоні вилетів з Вищої ліги.
1977 року Фальян очолив «Амудар'ю» (Нукус). Працюючи з цією командою раптово помер 24 вересня 1977 року в Ленінграді, похований на Большеохтинському кладовищі.
Загалом Фальян провів у вищій лізі СРСР як головний тренер (тоді — старший) 8 сезонів. найвище досягнення — 8-е місце (1967).